# Eurytoma collina
Eurytoma collina är en stekelart som beskrevs av Zerova 1984. Eurytoma collina ingår i släktet Eurytoma och familjen kragglanssteklar.
Artens utbredningsområde är:
- Turkmenistan.
- Tadzjikistan.
- Uzbekistan.

Inga underarter finns listade i Catalogue of Life.